# International Card Services
International Card Services B.V. (ICS) is een Nederlandse creditcard-uitgever. ICS is de grootste uitgever in Nederland van de Visa creditcards. ICS geeft ook MasterCard uit. ICS geeft zowel direct aan consumenten kaarten uit als in samenwerking met derden. Voorbeelden van deze co-branded kaarten die met derden worden uitgegeven zijn de ANWB Visa card en de ABN AMRO en ASN Bank creditcard. Naast creditcards voor consumenten geeft ICS ook zakelijke creditcards uit.
ICS is een onderdeel van ABN AMRO en dus indirect in handen van de Nederlandse overheid.
ICS is voortgekomen uit de Nederlandse activiteiten van de Bank of America. Bank of America heeft later haar Nederlandse activiteiten verkocht aan de VSB Groep. De VSB Groep is daarna opgegaan in Fortis Bank Nederland die op zijn beurt inmiddels is opgegaan in ABN Amro Bank